# Tichon (Oboleński)
Tichon, imię świeckie Iwan Iwanowicz Oboleński (ur. 13 maja?/25 maja 1856 w Spassku, zm. 8 maja 1926 w Moskwie) – rosyjski biskup prawosławny.

## Życiorys
Urodził się w rodzinie kapłana prawosławnego. Podjął naukę w seminarium duchownym w Tambowie, jednak przed jego ukończeniem, jako słuchacz V roku, przeniósł się na wydział medyczny uniwersytetu w Kazaniu. Ukończył go w 1880 i przez kolejne dziewięć lat był lekarzem w mieście Jełatma. W 1890 został wolnym słuchaczem Petersburskiej Akademii Duchownej.
W lutym tego samego roku złożył wieczyste śluby mnisze z imieniem Tichon, następnie był wyświęcany na hierodiakona i hieromnicha. W 1891 otrzymał godność archimandryty. Został wówczas wyznaczony na przełożonego monasteru Przemienienia Pańskiego w guberni samarskiej, należącego do jednowierców. W klasztorze tym założył szkołę misyjną kształcącą duchownych, którzy mieli w przyszłości służyć w parafiach jednowierców. Powołał również do życia bezpłatną monasterską izbę przyjęć dla chorych.
14 stycznia 1901 miała miejsce jego chirotonia na biskupa nikołajewskiego, wikariusza eparchii samarskiej. W ceremonii wzięli udział biskup samarski Guriasz, biskup symbirski Nikander, biskup orenburski Włodzimierz oraz biskup czeboksarski Jan. W eparchii samarskiej był odpowiedzialny za parafie i klasztory jednowierców. W 1908 jego tytuł uległ zmianie na uralski i nikołajewski.
Uczestniczył w Soborze Lokalnym Rosyjskiego Kościoła Prawosławnego w latach 1917–1918. W 1918 otrzymał godność arcybiskupa. W 1919 był locum tenens eparchii samarskiej. W 1923 patriarcha moskiewski i całej Rusi Tichon powołał go w skład tymczasowego Świętego Synodu Kościoła, zaś w 1924 nadał mu godność metropolity. Od jesieni 1922 Tichon (Oboleński) przymusowo zamieszkiwał w Moskwie.
W 1925, po śmierci patriarchy Tichona, potwierdził przekazanie tymczasowego zarządu Kościoła w ręce wskazanego przez zmarłego hierarchę metropolity krutickiego i kołomieńskiego Piotra. Zmarł w 1926 w Moskwie i został pochowany w cerkwi Mądrości Bożej.